# Сут-Холь
Сут-Холь (Сют-Холь; тув. Сүт хөл) — озеро в Сут-Хольском кожууне Республики Тыва.

## Происхождение названия
Название Сут-Холь происходит от тувинского сүт хөл — молочное озеро. Это связано с тем, что для тувинцев это озеро является священным, а молоко тувинцы считают символом чистоты.

## Географическое положение
Озеро расположено в южной части Западного Саяна, в юго-восточной части Алашского плато. В районе озера расположена гора Бора-Тайга. К югу от озера находится священная у тувинцев гора Кызыл-Тайга, которая отделяет озеро от Хемчикской котловины. Озеро окружает лиственничная, еловая и кедровая тайга.

## Географические характеристики
Озеро расположено на высоте 1814 метрах над уровнем моря. Имеет неправильную форму, вытянуто на северо-восток. Длина озера составляет 7-8 километров, ширина — 2-3 километра, площадь — 13,30 км², максимальная глубина составляет 35 метров, по другим данным — 148 метров. Питание снеговое, дождевое и ледниковое. Дно озера относительно пологое. Ложе водоёма представлено щебнистым материалом, который в глубоководной части озера перекрыт значительным словем ила. Донные отложения мелководной части озера состоят из щебнистого материала с примесью песка, в отдельных местах также ила.

### Притоки и сток
В северо-западной части озера в него впадает мелкий пересыхающий ручей, в западной — небольшая речка, протекающая по урочищу Улуг Ажик. Озеро имеет непостоянный сток, в юго-восточной части из него вытекает река Холь-Ыяш (также Холь-Ожу). Недалеко от истока река образует несколько водопадов.

## Данные водного реестра
По данным государственного водного реестра России относится к Енисейскому бассейновому округу. Речной бассейн озера — Енисей, речной подбассейн озера — Енисей между слиянием Большого и Малого Енисея и впадением Ангары, водохозяйственный участок озера — Енисей от истока до Саяно-Шушенского гидроузла.
Код объекта в государственном водном реестре — 17010300111116100000909.

## Флора и фауна
В озере обитает большое количество планктона — бокоплавов, которые являются пищей для некоторых рыб. Проводилось зарыбление водоёма мальками байкальского омуля, монгольского хариуса, пеляди, рипуса, ряпушки.

## Достопримечательности
Недалеко от озера расположен источник (аржаан) Улуг-Доргун (Шаараш), считающийся священным. Температура воды в нём составляет +4,2 °C. Источник считается священным, тувинцы приносят сюда подношения духам гор, обвешивают стоящие рядом деревья специальными ленточками. Вода в роднике помогает при заболеваниях дыхательной, опорно-двигательной и эндокринной систем. Летом Улуг-Доргун нередко посещают туристы.

## Охрана
- заготовка леса, распашка земель, засорение территории или нанесение какого-либо другого ущерба естественному состоянию памятника;
- разрушение берегов озера, уничтожение берегозащитной, водной и болотной растительности;
- движение автотранспорта вне дорог, стоянка автомобилей, мотоциклов и других машин ближе 100 метров от берега озера;
- прокладка новых дорог, проведение работ, связанных с нарушением почв и изменением уровня грунтовых вод;
- выпас, стоянка, прогон скота, использование озера в качестве водопоя, кроме специально отведенных мест.

. При этом, разрешены: 

- отдых населения в установленных местах;
- отлов рыбы согласно утвержденной квоте;
- охота на диких копытных животных, водоплавающую и боровую дичь, пушных зверей в установленные сроки.

.

## Легенды и предания
Тувинцы считают озеро Сут-Холь священным. Здесь нельзя купаться, загрязнять воду и побережье. Случается, что нарушение покоя озера может вызвать грозу и град. Местные жители расскажывают об озере легенду:

В давние времена поселилась у озера старуха-колдунья. Она варила целебные отвары из сут-хольских трав, твердила заклинания, насылала грозу на тайгу. Однажды колдунья выплеснула в воды Сут-Холя большой чан молока. На утро люди и не узнали озера: оно сделалось белоснежным, словно наполненным молоком. С тех пор в народе стали замечать, что на сут-хольских пастбищах коровы дают много густого, как сливки, молока
.
Согласно другой легенде, в водах Сут-Холя обитает таинственный зверь — бык, который однажды покинул водоём и поделился с людьми своей кровью чтобы спасти людей от болезней. В настоящее время бык редко выплывает из озера. Когда же он показывается на поверхности, на озере начинается сильное волнение, начинает дуть шквалистый ветер.

## Хозяйство и туризм
В летнее время в районе озера располагаются стоянки чабанов. В настоящий момент на озере развивается туризм.